# Otar Korkia
Otar Korkia (gru. ოთარ ქორქია) (Kutaisi, Gruzija, 10. svibnja 1923. – Tbilisi, Gruzija, 15. ožujka 2005.), gruzijski bivši košarkaš i košarkaški trener.

## Vanjske poveznice
- FIBA
- FIBA Europe
- Sports-reference  Arhivirana inačica izvorne stranice od 18. travnja 2020. (Wayback Machine)
- Databaseolympics